# L'alto prezzo dell'amore
L'alto prezzo dell'amore (The High Cost of Loving) è un film del 1958 diretto da José Ferrer.